# Gohar Markosjan-Käsper
Gohar Markosjan-Käsper (en armenio: Գոհար Մարկոսյան-Կասպեր; 14 de julio de 1949, Ereván - 15 de septiembre de 2015, Barcelona) fue una escritora armenia que vivía en Tallin, Estonia.

## Vida personal
Su padre era cantante de ópera y su madre bailarina de ballet. Se graduó en la Yerevan State Medical school como doctora. Se casó en 1990 con Kalle Käsper, una escritor y traductor estonio. Antes de mudarse a Estonia, Gohar Markosjan solía trabajar como médica en Ereván.

## Trabajo como escritora
La obra más conocida de Markosjan-Käsper es probablemente la novela Penelope (traducida al francés como Penélope, al alemán como die Listenreiche, al holandés y español). Sus novelas Helena y The Caryatides también han tenido éxito en Rusia y Europa Occidental. Sus obras han sido caracterizadas como realistas mágicas.
Ella escribió en ruso y fue miembro de la Unión de Escritores de Estonia.